# Resurse naturale

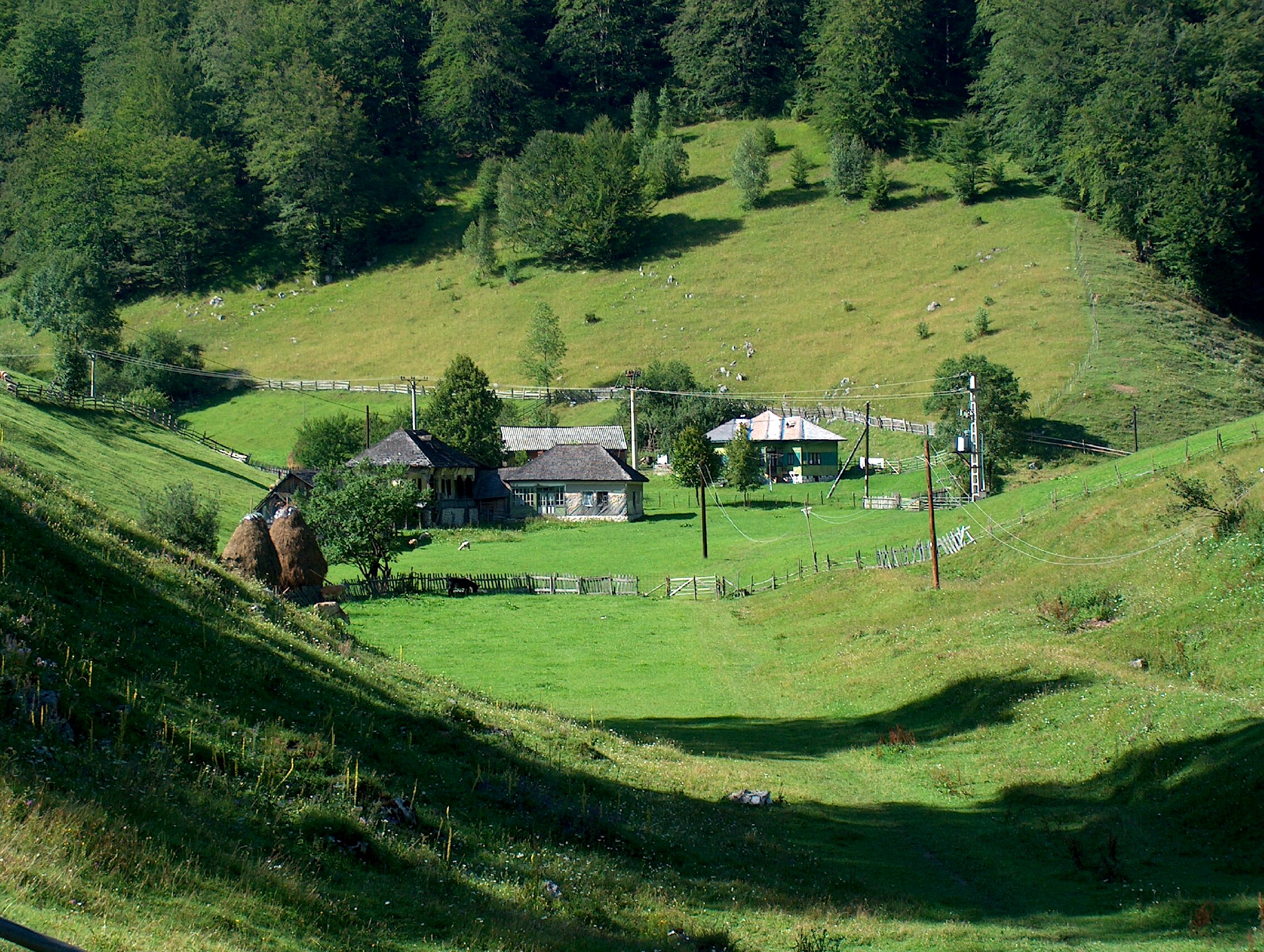
O posadă din plaiurile carpatice

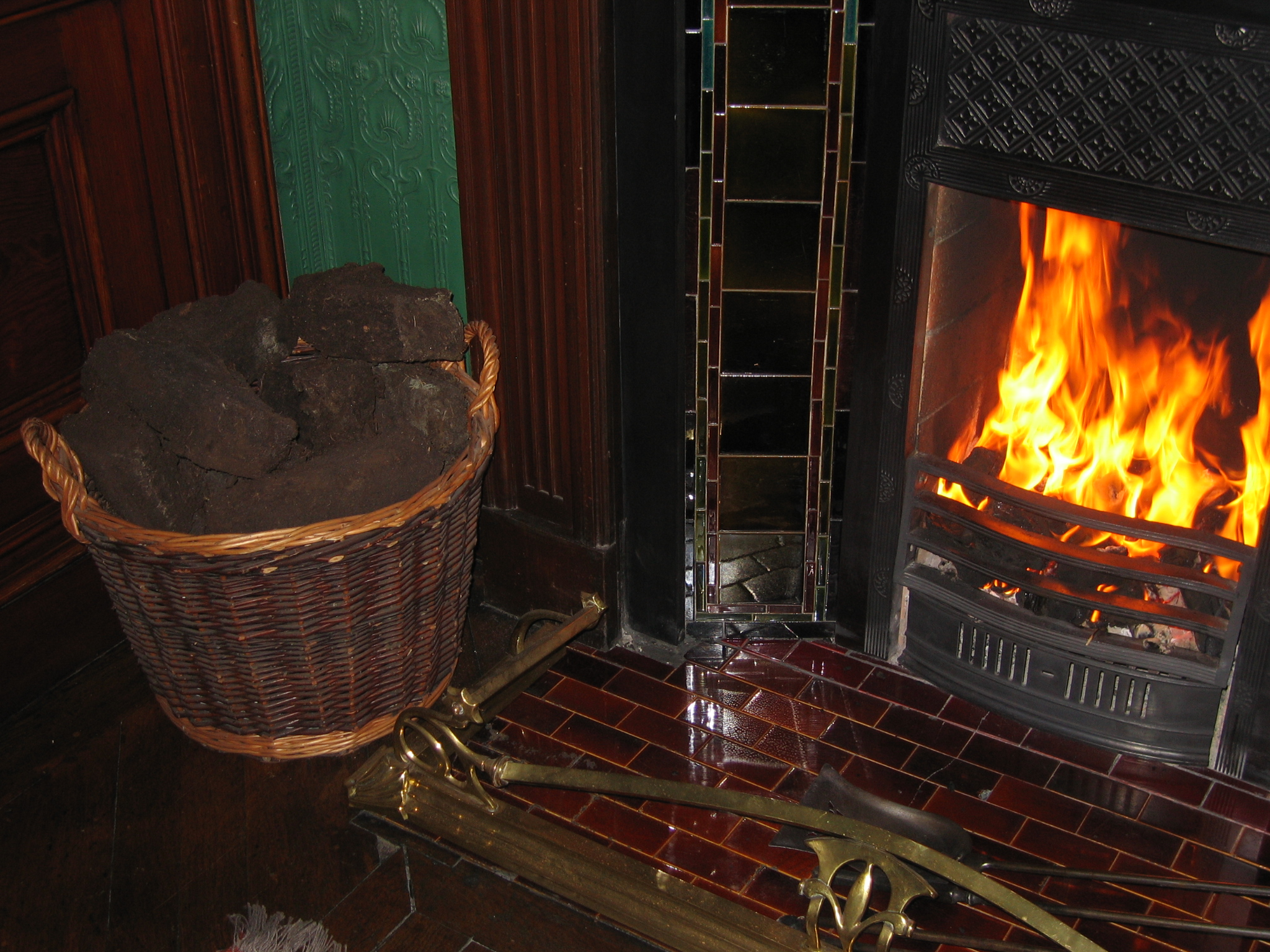
Sobă și turbă

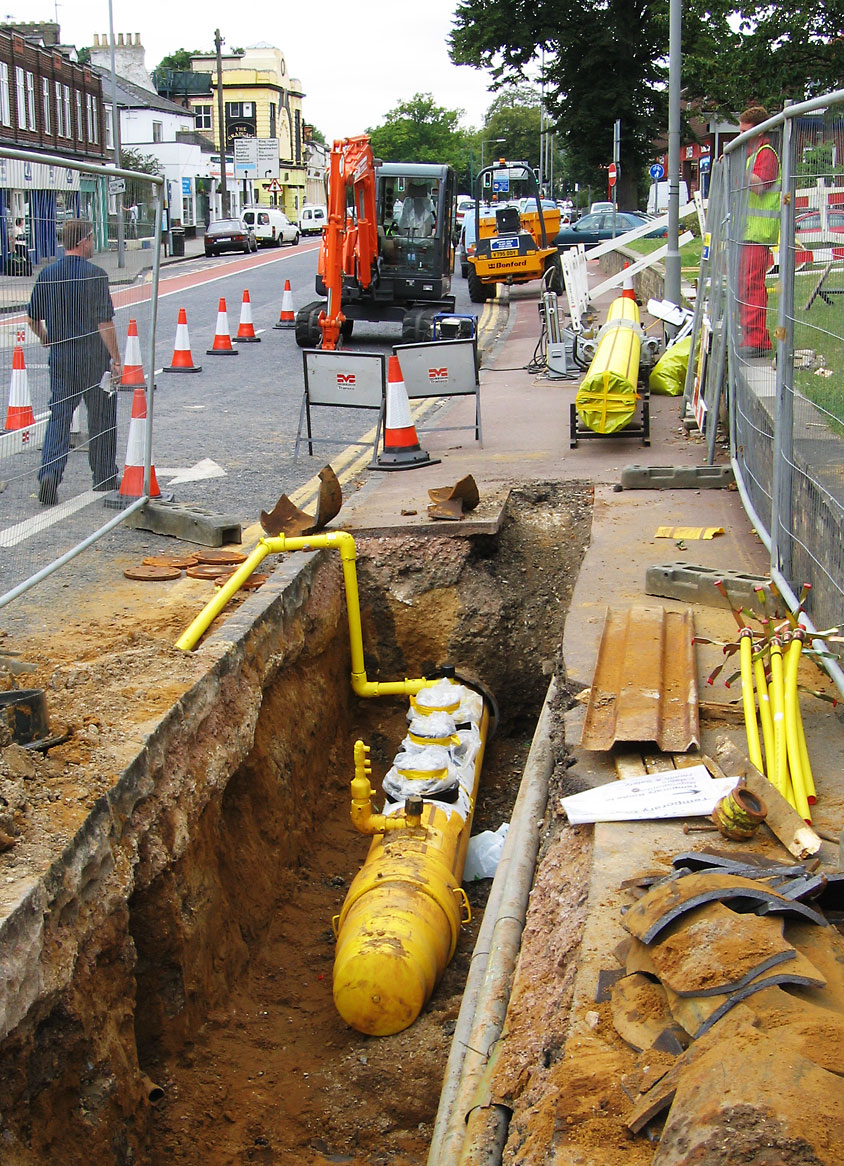
Conducte și distributor de gaz

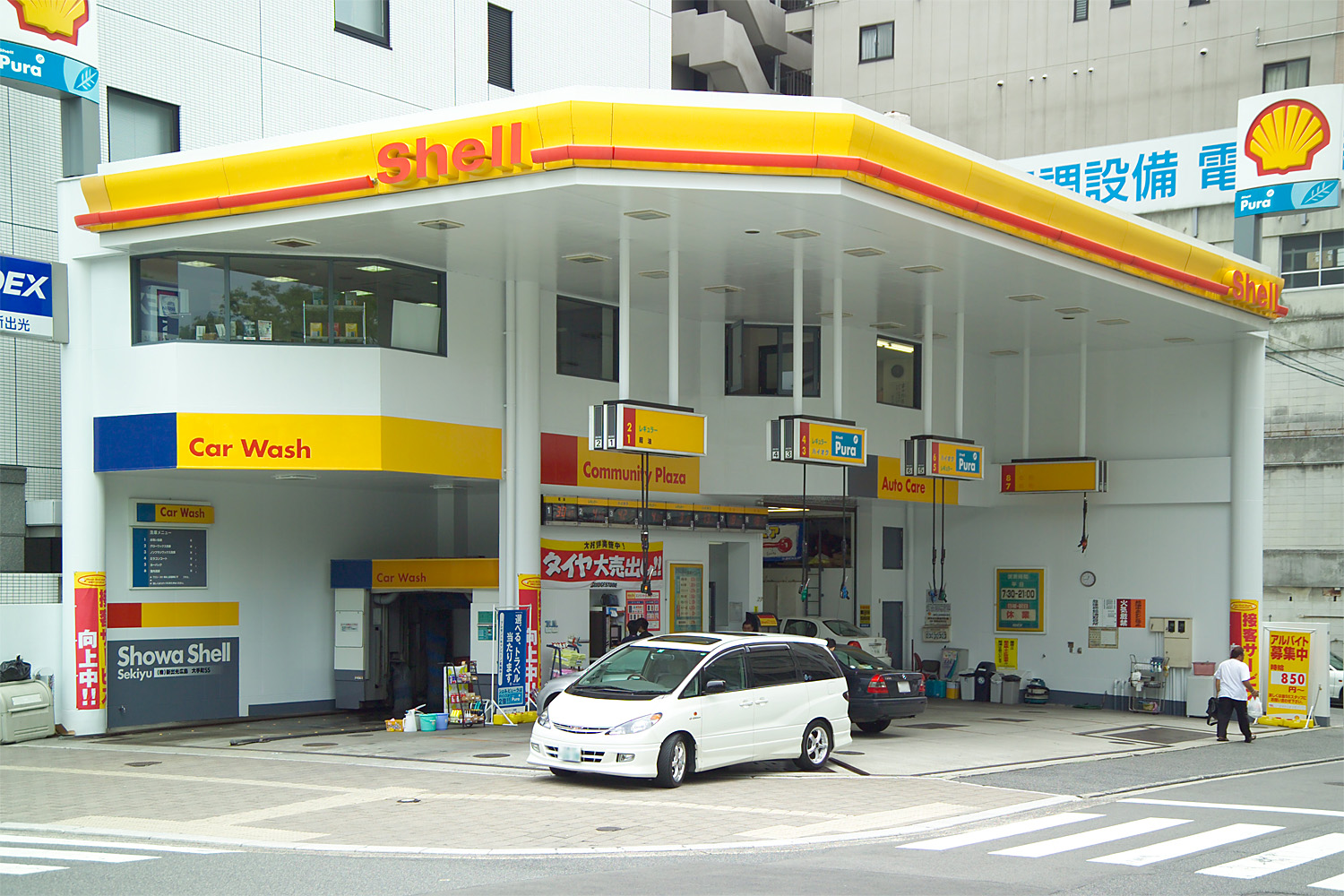
Benzinărie la Hiroșima

Resursele naturale reprezintă totalitatea zăcămintelor de minerale și de minereuri, a terenurilor cultivabile și utilizabile, a pădurilor și apelor de care dispune o anumită țară.
Resursele naturale sunt substanțe care apar în mod natural dar în forma lor relativ nemodificată. O materie este considerată o resursă naturală atunci când activitățile primare asociate cu aceasta sunt extragerea și purificarea, ele fiind opuse creației. Mineritul, extragerea petrolului, pescuitul și silvicultura sunt în general considerate industrii ale resurselor naturale, în timp ce agricultura nu. Acest termen a fost introdus unei audiențe largi de Ernst Friedrich Schumacher în cartea Small Is Beautiful din anul 1973.

## Clasificare
Resursele naturale sunt de obicei clasificate în:
- resurse regenerabile;
- resurse neregenerabile.

Resursele regenerabile sunt în general resursele vii (pești, păduri, de exemplu), care pot să se refacă dacă nu sunt supravalorificate. Resursele regenerabile pot să se refacă și pot fi folosite pe termen nelimitat dacă sunt folosite rațional. Odată ce resursele regenerabile sunt consumate la o rată care depășește rata lor naturală de refacere, ele se vor diminua și în cele din urmă se vor epuiza. Rata care poate fi susținută de o resursă regenerabilă este determinată de rata de refacere și de mărimea disponibilului acelei resurse. Resursele naturale neregenerabile ce nu sunt vii includ solul, apa, vântul, mareele și radiația solară.
Resursele pot, de asemenea sa fie clasificate pe baza originii lor ca fiind:
- resurse biotice, derivate din animale și plante;
- resurse abiotice, derivate din pământ, aer, apă, ș.a.m.d.; resursele minerale și energetice sunt de asemenea resurse abiotice, unele sunt derivate din natură.

## Valorificare
Extragerea resursei de bază și purificarea într-o formă ce poate fi folosită direct sunt în general considerate activități normale în cadrul valorificării resurselor naturale, chiar dacă ultimele pot să nu se găsească în mod normal lângă primele.
Resursele naturale sunt considerate habitat natural ce poate fi convertit în materii prime pentru procesele capitalului infrastructural. Ele includ sol, lemn, petrol, minerale și alte bunuri luate mai mult sau mai puțin așa cum erau în natură.
Resursele naturale ale unei țări determină deseori bogăția sa și statutul său în sistemul economic mondial, prin determinarea influenței sale politice. Statele dezvoltate sunt acelea care sunt mai puțin dependente de resursele naturale pentru bogăție, datorită bazei pe care o au în capitalul infrastructural pentru producție.

## Perspective
Epuizarea capitalului natural și încercările de a se trece la dezvoltarea rațională au fost principalele probleme ale agențiilor de dezvoltare. Epuizarea capitalului natural este un motiv de îngrijorare în special în regiunile cu păduri ecuatoriale, care păstrează cea mai mare parte a biodiversității naturale a Pământului - capital natural genetic ce nu poate fi înlocuit. Conservarea resurselor naturale este cea mai importantă problemă a Capitalismului Natural, protecției mediului, a mișcării pentru ecologie și pentru Partidele Verzi. Unii văd această epuizare ca pe o sursă majoră de neliniște socială și conflicte în țările în curs de dezvoltare.